# National Exhibition Centre
Le National Exhibition Centre (NEC) est un centre d'exposition situé dans Marston Green, Solihull, Midlands de l'Ouest, en Angleterre. Il se trouve près de la sortie 6 de l'autoroute M42 et est adjacent à l'aéroport de Birmingham et à la gare de Birmingham International. Il a été ouvert par la Reine en 1976.

## Histoire
Le NEC devait à l'origine être construit à côté de l'autoroute britannique M1 (jonction 21) près de Leicester mais il a été refusé par le Conseil du comté de Leicestershire avec des affirmations selon lesquelles "Les grands spectacles ne seront pas s'éloigner de Londres". Le bâtiment a été conçu par Edward Mills.
En novembre 1971, le secrétaire d'État à l'environnement a accordé une approbation de planification pour le National Exhibition Centre de Birmingham. Le 16 février 1973, le Premier ministre Edward Heath est venu de Londres pour couper un ruban blanc et lancer sa construction. Le NEC a été ouvert par la reine le 2 février 1976.

### Agrandissement du complexe
La septième salle du complexe NEC, une arène intérieure polyvalente nommée Birmingham International Arena (actuellement sous la marque Resorts World Arena), a ouvert ses portes en décembre 1980.

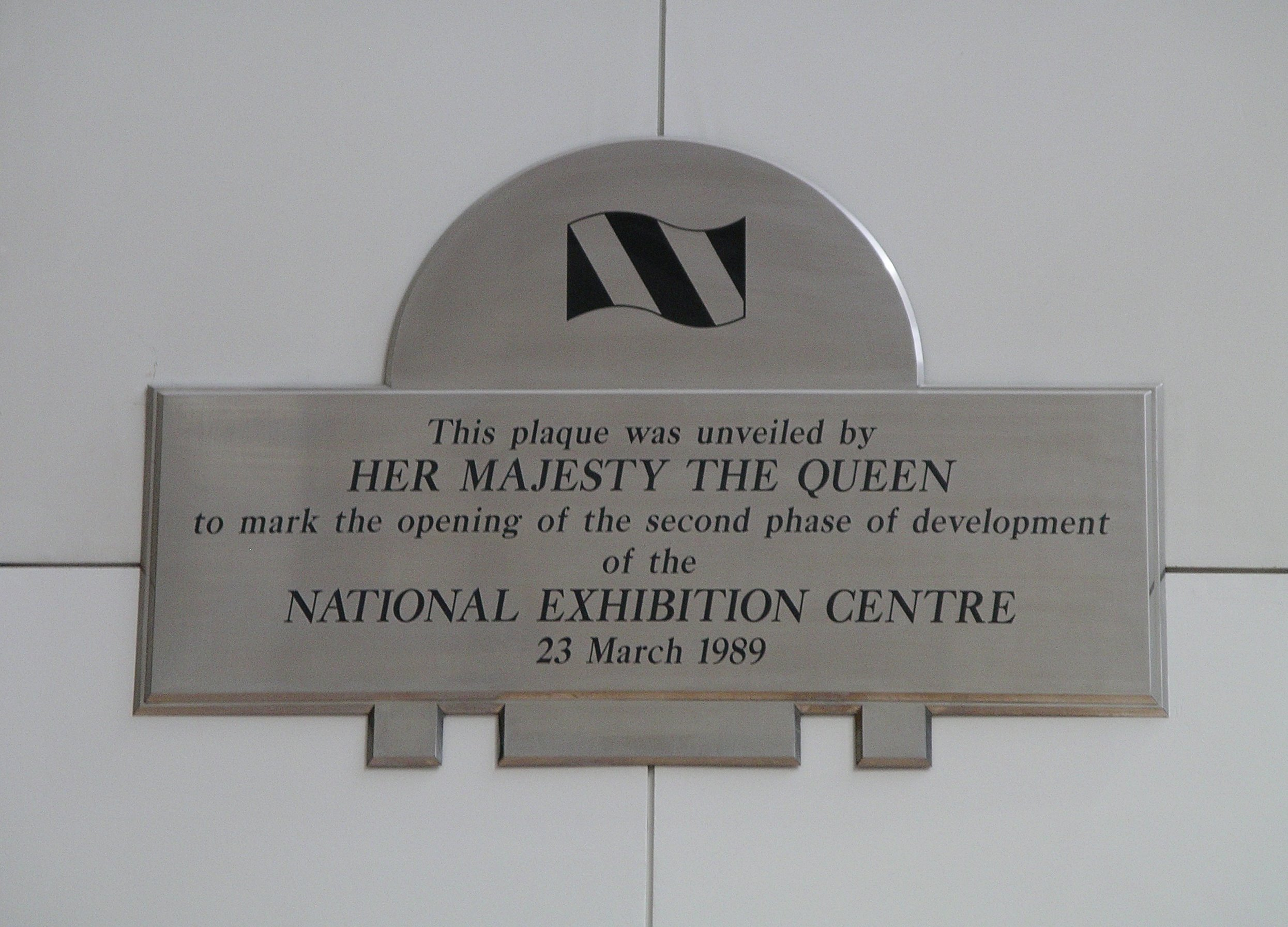
Plaque commémorative de l'ouverture de la "deuxième phase de développement" en 1989

Le 23 mars 1989, la Reine a ouvert trois nouvelles salles. Quatre autres salles ont été ajoutées en 1993, et quatre autres nouvelles salles, conçues par Seymour Harris et construites par John Laing, ont été achevées en janvier 1998.
Entre 2006 et 2011, un programme d'amélioration des sites d'une valeur de 40 millions de livres sterling sur cinq ans, qui a vu des améliorations apportées à tout, du parking à la signalisation, en passant par les sièges et la restauration.

## Exhibitions
Le NEC dispose de 20 salles interconnectées couvrant 190 000 m2de surface au sol. Les expositions régulières dans le passé ont inclus le Salon de l'automobile de Londres et l'exposition canine internationale Crufts.
Le NEC dispose de 16 500 places de stationnement réparties sur le site, avec un service de navettes de bus vers et depuis les parkings. En 2020, les frais de stationnement toute la journée pour les expositions publiques sont de 16,00 £.

## Groupe NEC
La société mère du groupe NEC possède et exploite également le Arena Birmingham et le ICC Birmingham, tous deux situés dans le centre de Birmingham, et le Resorts World Arena, basé sur le site du NEC. Le Conseil municipal de Birmingham a mis le groupe NEC en vente en 2014. Après avoir présélectionné trois candidats à l'achat de la société, la vente à Lloyds Development Capital, l'unité de capital-investissement de Lloyds Banking Group, a été finalisée en janvier 2015 pour 307 millions de livres sterling. En octobre 2018, Blackstone a acquis NEC Group auprès de Lloyds Development Capital, payant environ 800 millions de livres sterling pour le groupe.

## Hôpital d'urgence
Depuis début avril 2020, le NEC a abrité le NHS Nightingale Hospital Birmingham, un hôpital d'urgence qui doit ouvrir ses portes le 10 avril et recevoir ses premiers patients le 12 avril, dans le cadre d'un réseau de NHS Nightingale Hospitals en réponse à la pandémie de Covid-19. Le 1er avril 2021, l'hôpital a été fermé sans jamais soigner un patient.

## Galerie

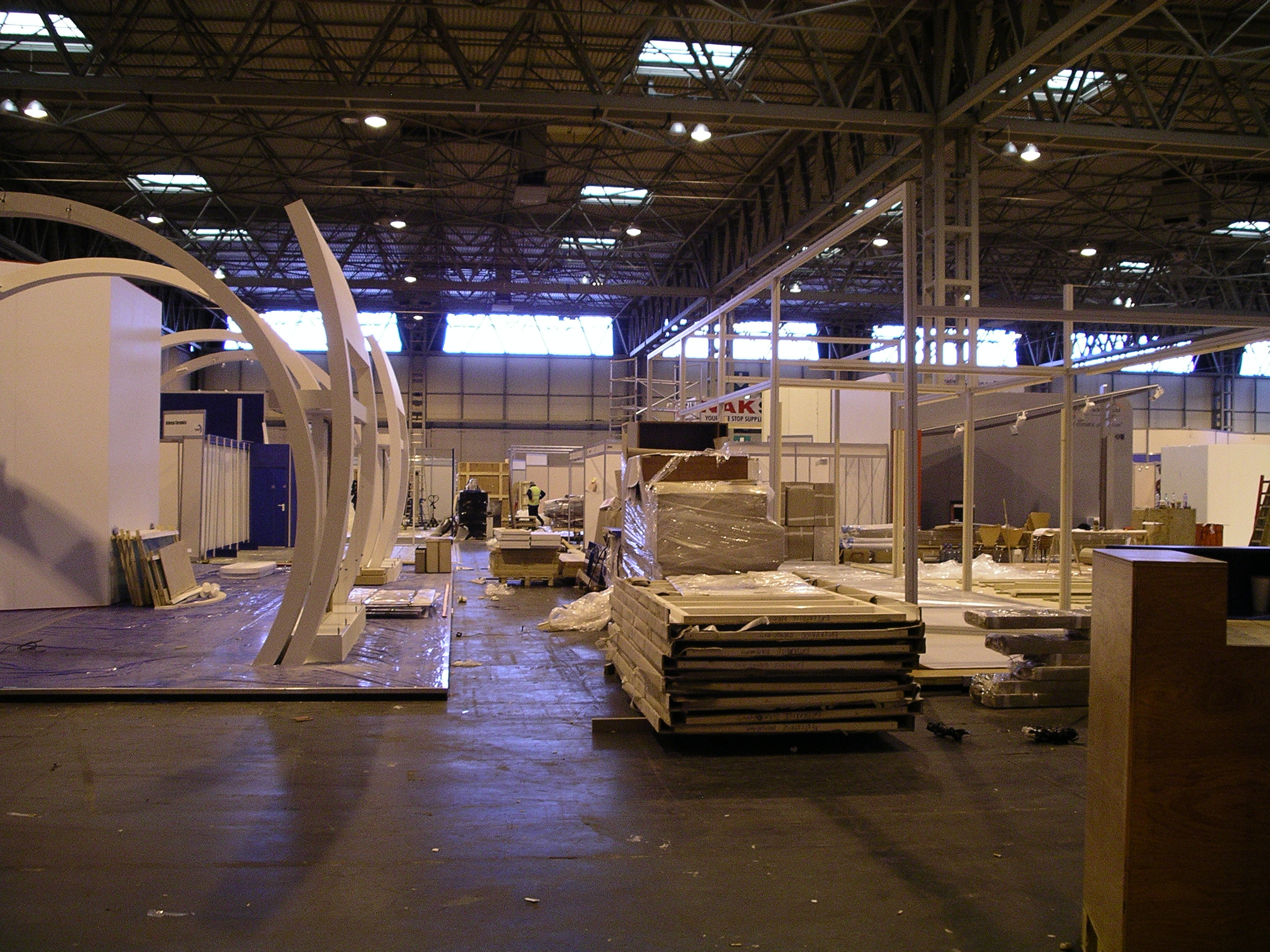
Preparations for an exhibition in Hall 3a
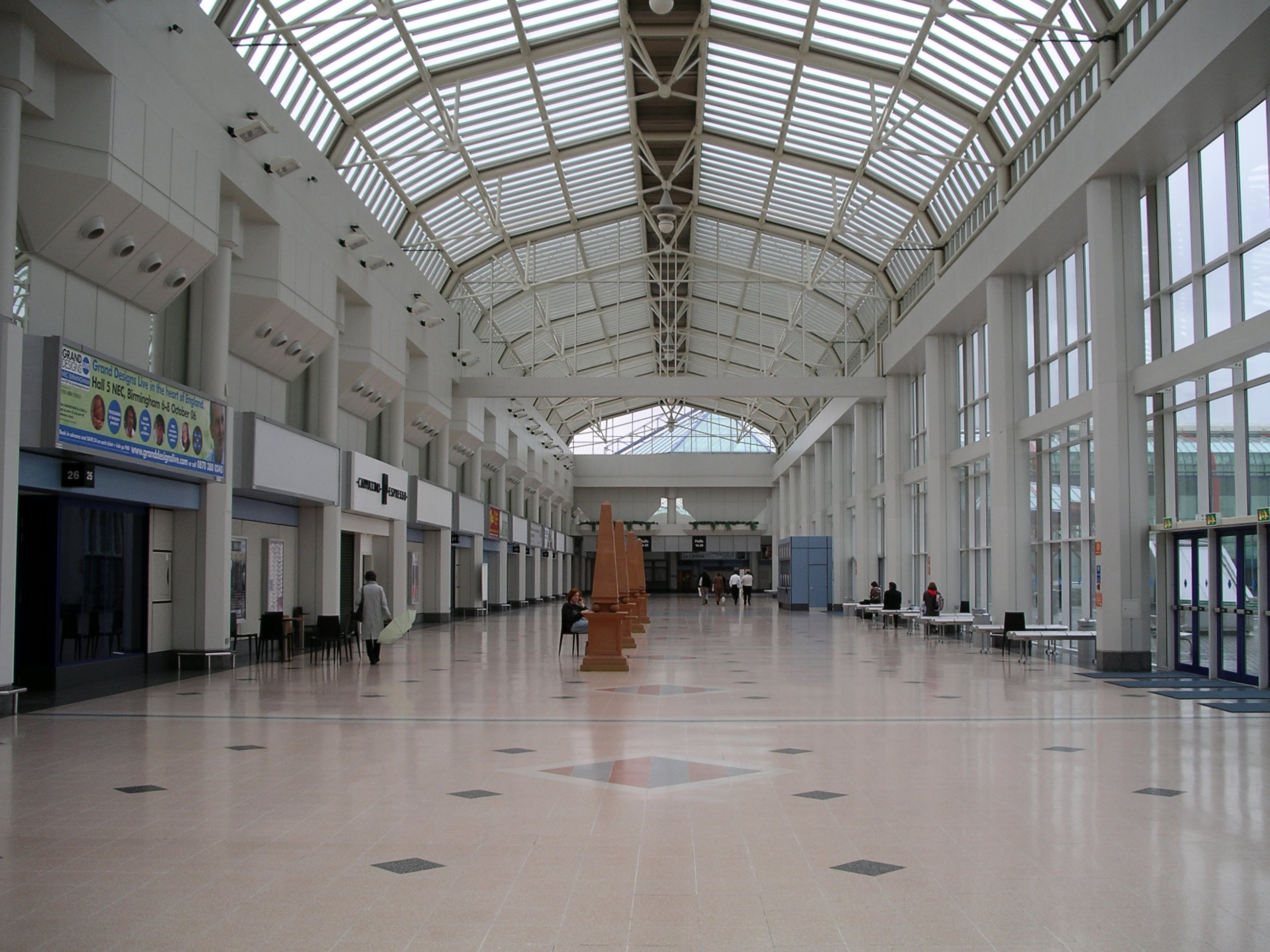
View from inside the atrium
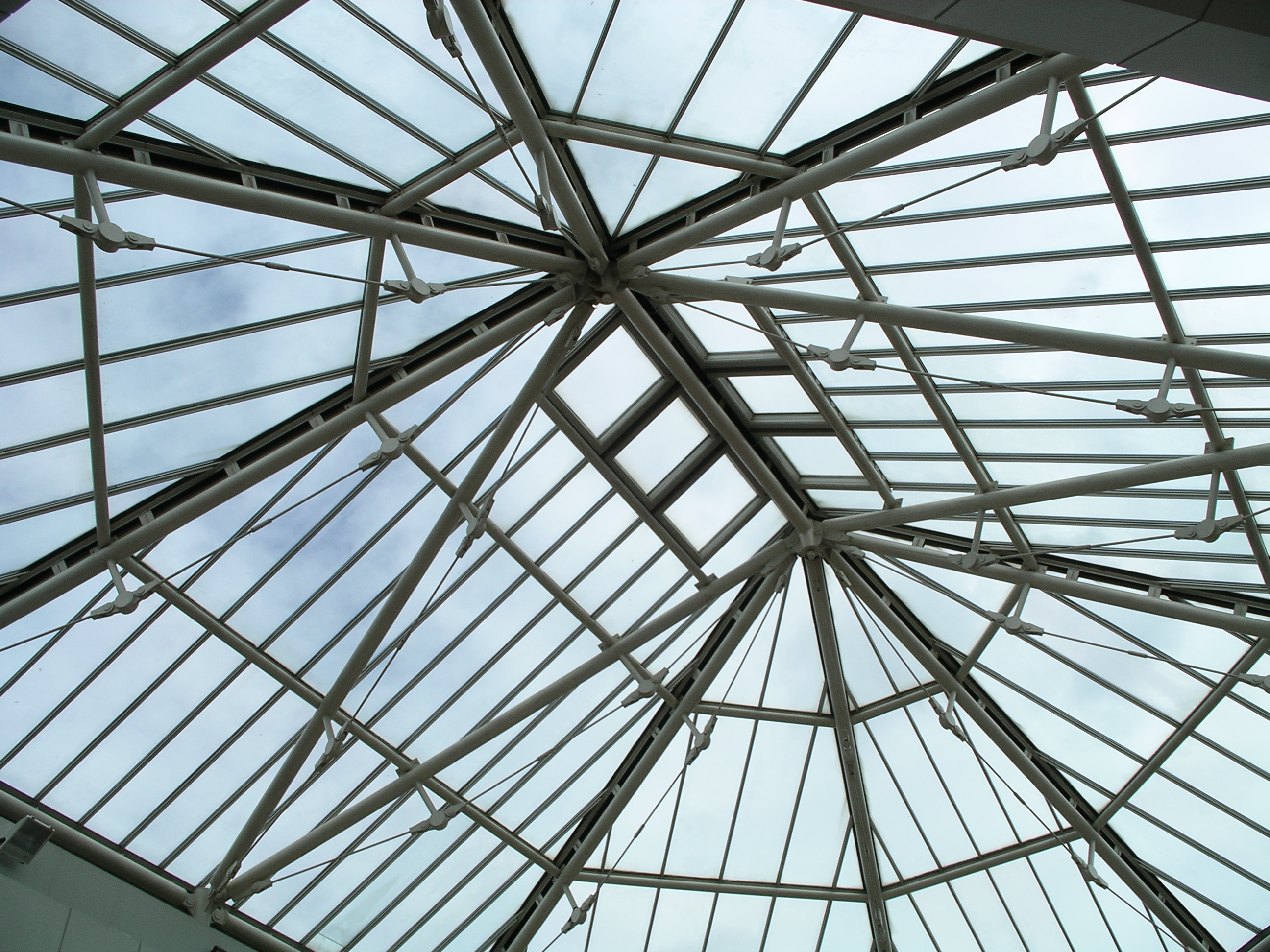
Atrium roof structure
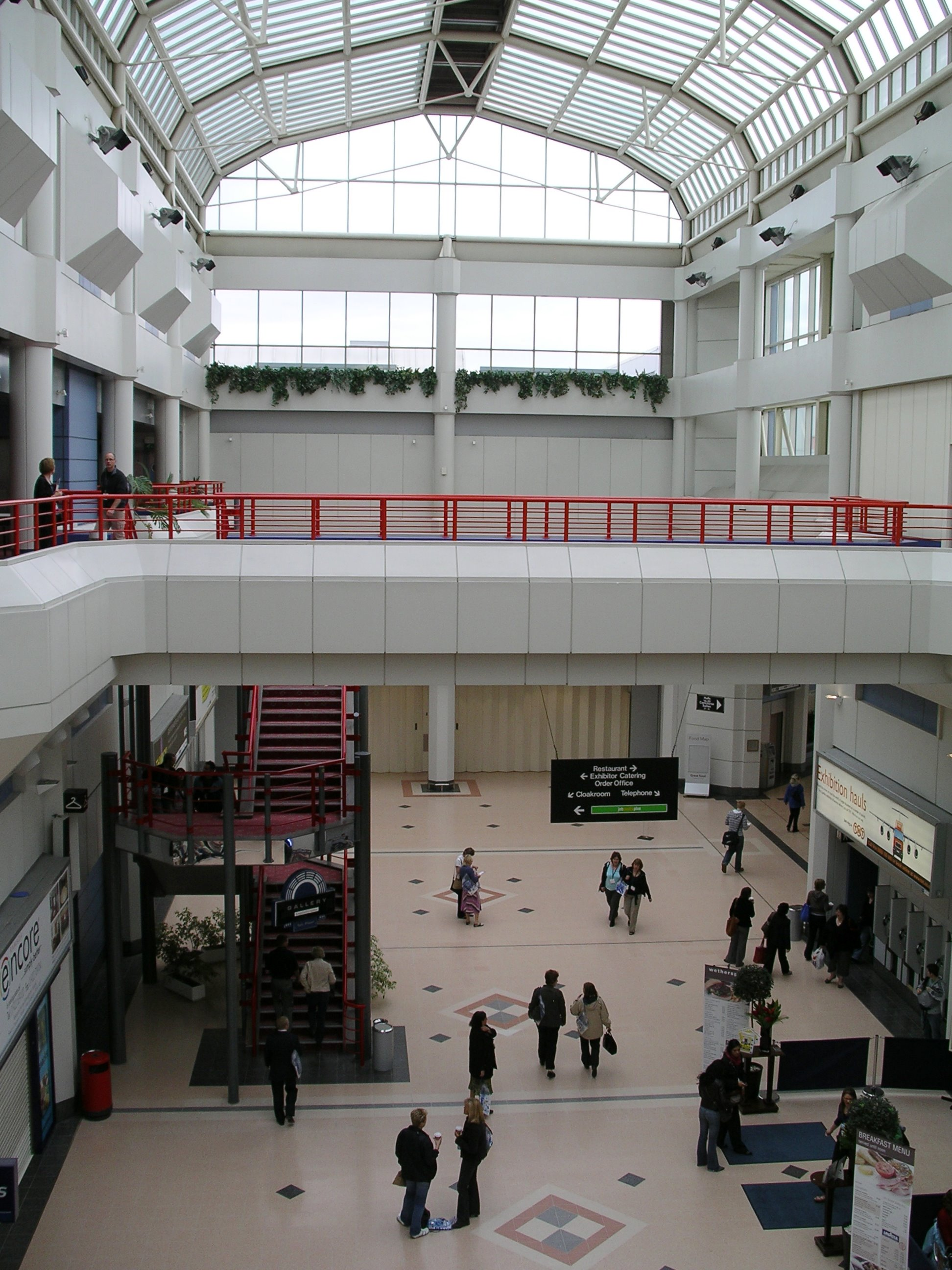
The atrium showing an upper level called the Gallery
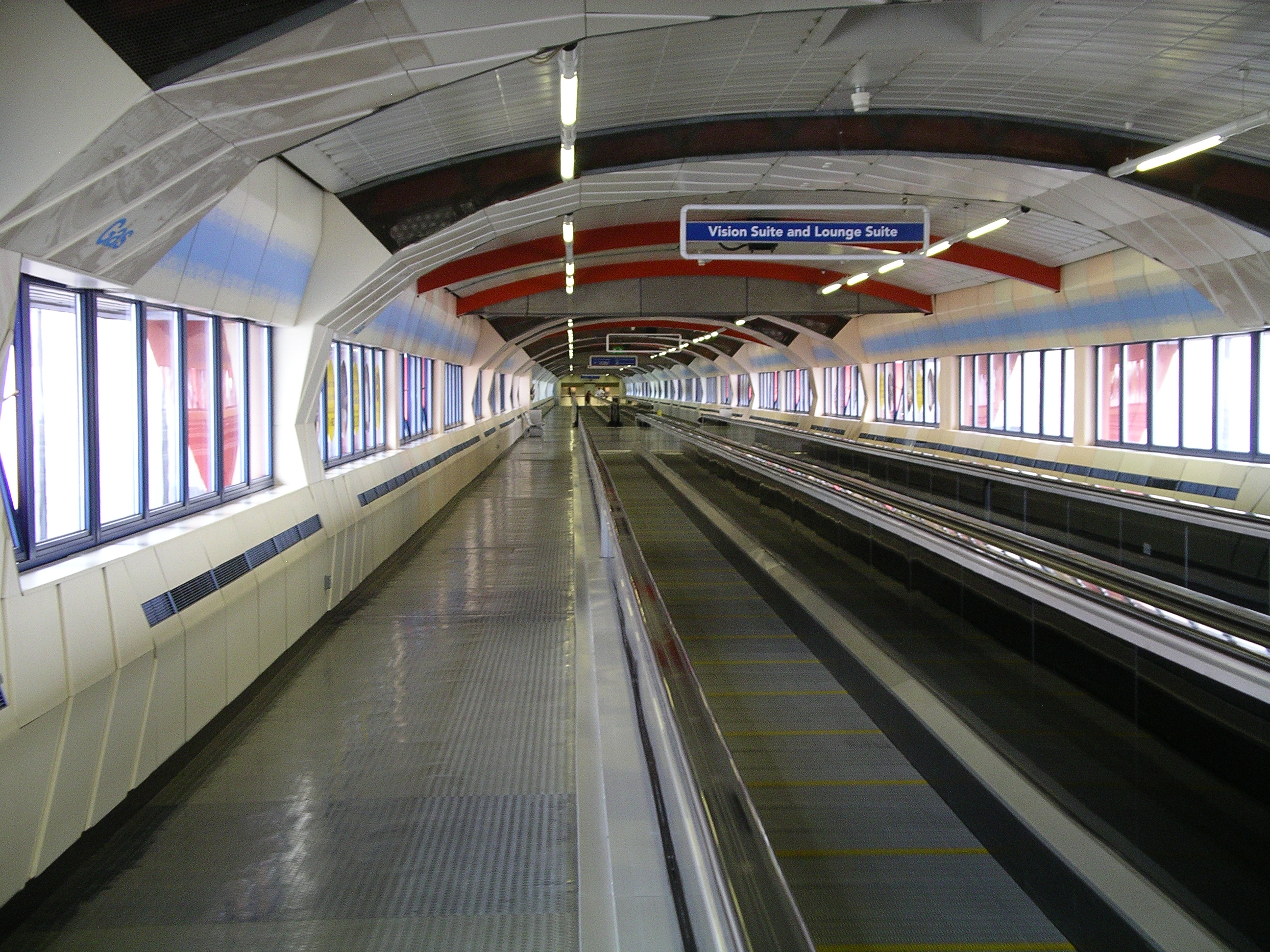
Tapis roulant
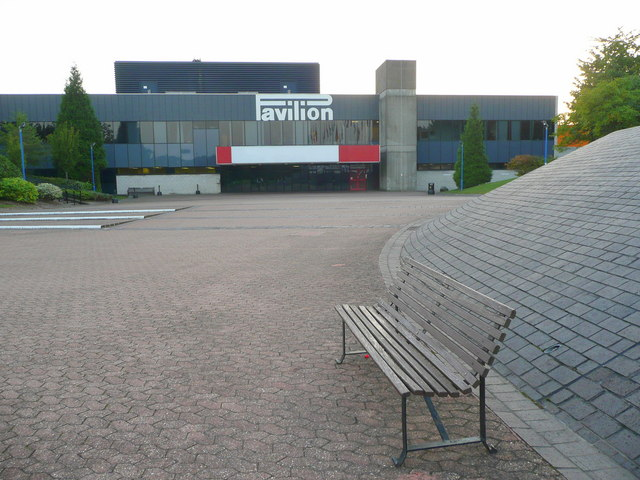
NEC Pavilion (2008)
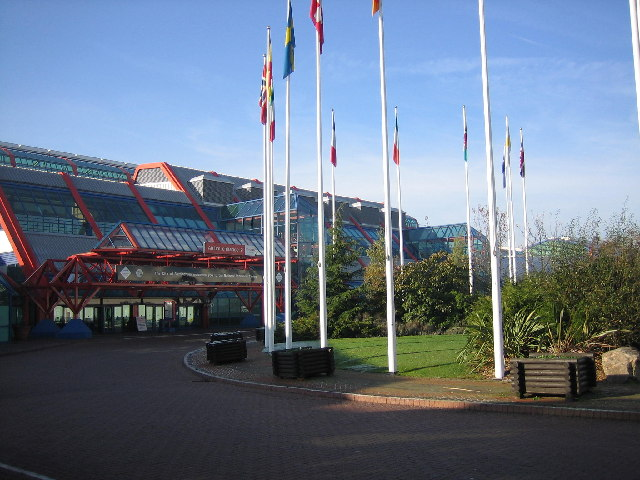
NEC Atrium entrance 2 (2005)
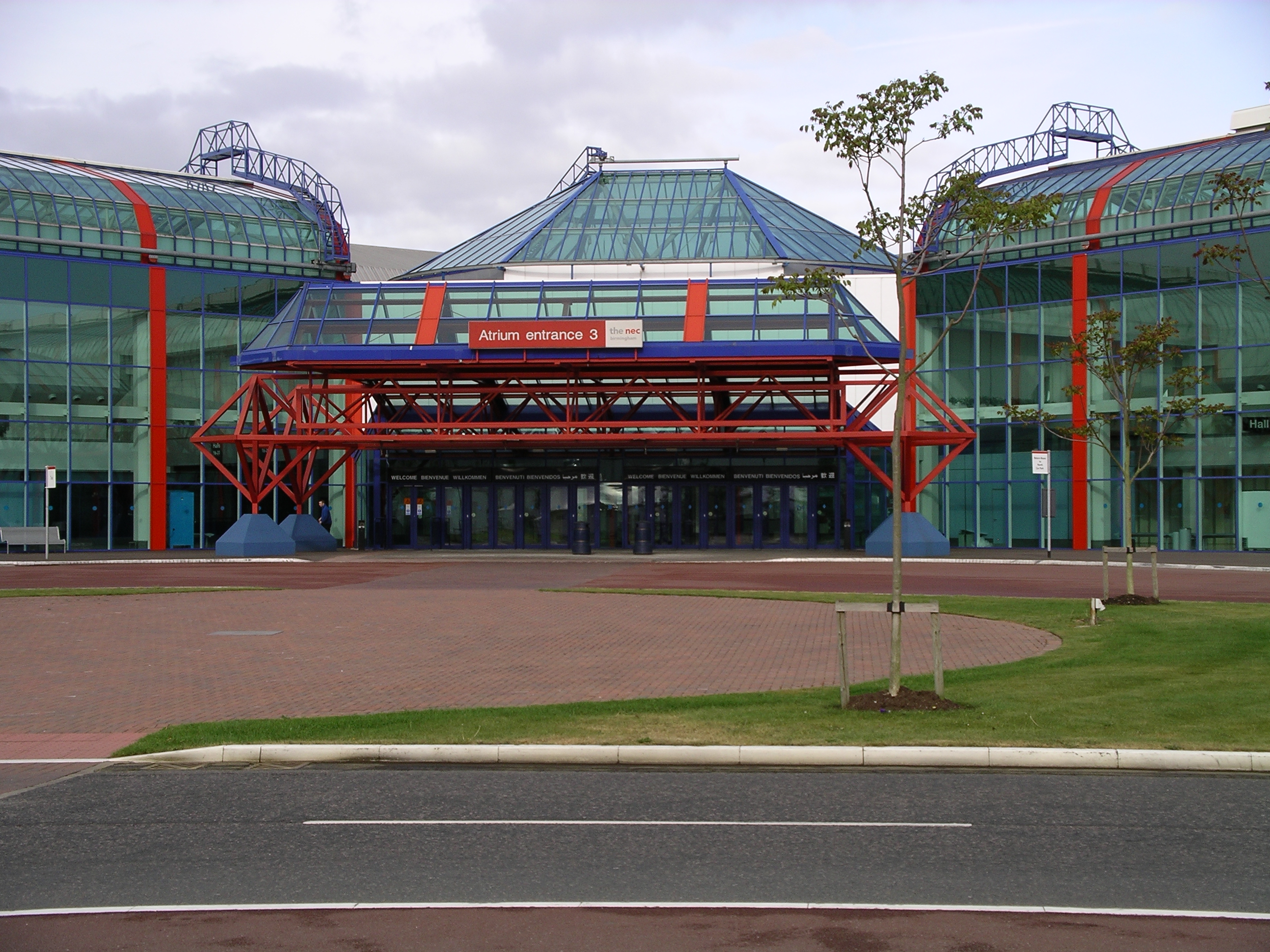
NEC Atrium entrance 3 (2007)
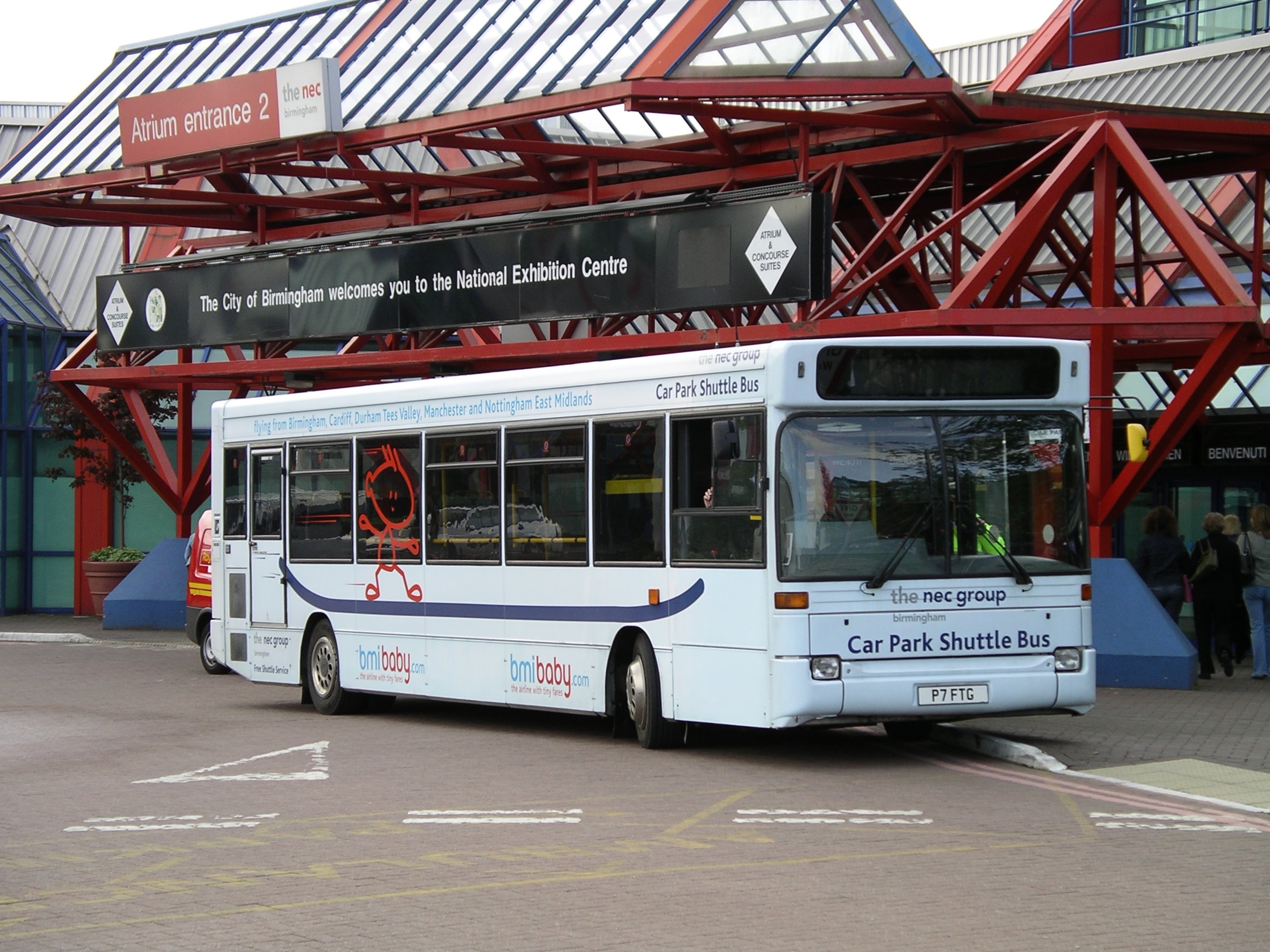
An NEC Plaxton Pointer 1 bodied Dennis Dart SLF shuttle bus outside atrium entrance 2